# 戸畑市
戸畑市（とばたし）は、福岡県北東部にかつてあった市。市域の北は響灘、北から西を洞海湾に囲まれた一部が岬状の地形で、八幡製鐵の主力工場・戸畑製造所などが操業する工業都市であった。1963年（昭和38年）2月10日に小倉市・門司市・若松市・八幡市と合併して北九州市となり消滅した。
北九州市が1964年（昭和38年）4月1日に政令指定都市に昇格した際、旧戸畑市域は行政区の一つである戸畑区となり、大字中原の一部が小倉区（現:小倉北区）に組み入れられた。

## 歴史
地名の由来は、岬門の端にあるので「門端」の意味。奈良時代には「飛幡浦」あるいは「鳥旗」と記されている。室町時代、筑前国御牧（みまき）郡麻生庄に「戸幡」とあり、「戸端」「都波多」「鳥羽田村」とも記された。江戸時代には福岡藩に属し、「戸畑村」と称し漁業と農業が産業であった。幕末に福岡藩が砲台を築いたが慶応3年（1867年）に取り壊された。
1871年、廃藩置県によって福岡県に属した。農業、漁業が営まれていたが、明治20年（1887年）代から石炭関連のコークス工場などが建てられるようになり工業化が進められた。大正末期から埋立、区画整理が進められ、工場用地が拡張された。
1949年（昭和24年）5月19日、市内に昭和天皇の戦後巡幸。市役所が昼食会場に、浅生グラウンドが市民奉迎場となった。天皇は日本水産戸畑支社を視察後、同社前の桟橋からお召船で若松市に向かった。
1955年（昭和30年）前後にほとんどの農地は宅地化され、市役所などの公共施設を新池町に集中して整備を行った。

## 沿革

### 市域の変遷
※北九州市となるまで市域の変更はなかった。
- 1889年4月1日 - 町村制施行に伴い、遠賀郡戸畑村・中原村が合併し村制施行して戸畑村が成立。
- 1899年6月10日 - 戸畑村が町制施行して戸畑町となる。
- 1924年9月1日 - 戸畑町が市制施行して戸畑市となる。
- 1963年2月10日 - 小倉市、八幡市、門司市、若松市と合併して北九州市となり消滅。
- 1963年4月1日 - 北九州市の政令指定都市昇格に伴い旧市域が戸畑区となる。

### 人口の変遷
- 1925年　 37,748
- 1930年　 51,674
- 1935年　 67,800
- 1940年　 84,260
- 1945年　 56,585
- 1947年　 68,083
- 1950年　 87,885
- 1955年　 97,214
- 1960年　108,708

## 行政

### 歴代市長
| 代   | 氏名       | 就任日                    | 退任日                     | 備考         |
| 官選 | 官選       | 官選                      | 官選                       | 官選         |
| ---- | ---------- | ------------------------- | -------------------------- | ------------ |
| -    | 吉川充雅   | 1924年（大正13年）8月31日 | 1925年（大正14年）1月15日  | 臨時市長代理 |
| 1    | 吉川充雅   | 1925年（大正14年）1月16日 | 1929年（昭和4年）1月15日   |              |
| 2    | 吉川充雅   | 1929年（昭和4年）1月16日  | 1933年（昭和8年）1月15日   |              |
| 3    | 鶴田豊     | 1933年（昭和8年）4月5日   | 1937年（昭和12年）4月4日   |              |
| 4    | 鶴田豊     | 1937年（昭和12年）4月5日  | 1941年（昭和16年）4月4日   |              |
| 5    | 鶴田豊     | 1941年（昭和16年）4月5日  | 1945年（昭和20年）4月4日   |              |
| 6    | 鶴田豊     | 1945年（昭和20年）4月5日  | 1946年（昭和21年）10月28日 |              |
| 公選 |            |                           |                            |              |
| 7    | 竹内清之助 | 1947年（昭和22年）4月8日  | 1951年（昭和26年）4月7日   |              |
| 8    | 竹内清之助 | 1951年（昭和26年）4月25日 | 1955年（昭和30年）4月24日  |              |
| 9    | 白木正元   | 1955年（昭和30年）5月2日  | 1959年（昭和34年）4月29日  |              |
| 10   | 白木正元   | 1959年（昭和34年）5月2日  | 1963年（昭和38年）2月9日   |              |

### 国の機関
※1962年頃。
- 法務省
  - 福岡法務局小倉支局戸畑出張所
- 大蔵省
  - 門司税関若松税関支署戸畑出張所
- 運輸省
  - 九州海運局若松支所戸畑出張所
  - 第四港湾建設局洞海湾工事事務所
- 郵政省
  - 戸畑郵便局
  - 九州電波監理局戸畑出張所
- 労働省
  - 八幡労働基準監督署戸畑事務所

## 主な医療機関
- 市立戸畑病院[7]